# Encyclopedia Astronautica
Encyclopedia Astronauticaは宇宙開発に関する内容のオンライン事典。ロケットや宇宙技術、宇宙飛行士、飛行記録などを包括的に集録している。
このサイトは宇宙開発マニアと執筆者、マーク・ウェイド（Mark Wade）によって維持されている。